# Jacques Basler
Jacques Basler (Losanna, 6 febbraio 1942) è uno scultore svizzero.

## Biografia
Vive e lavora nei suoi studi in Svizzera (Fribourg) e nell'isola di Filicudi, in Sicilia (Italia).